# سپاه سیگنال ارتش ایالات متحده
سپاه سیگنال ارتش ایالات متحده آمریکا (انگلیسی: Signal Corps) شاخه‌ای از ارتش ایالات متحده آمریکا است، که وظیفه طراحی، اجرا و مدیریت سیستم‌های اطلاعاتی و بسترهای ارتباطات نظامیی را برای فرماندهی و کنترل تسلیحات ترکیبی برعهده دارد. این یگان در سال ۱۸۶۰ توسط سرگرد آلبرت مایر تشکیل شد و در طول جنگ داخلی آمریکا نقشی اساسی ایفا نمود.
این سازمان مسئولیت اولیه پورتفولیوها و فناوری‌های جدیدی را برعهده دارد که در نهایت به سایر نهادهای دولتی ایالات متحده منتقل می‌شوند. چنین مسئولیت‌هایی شامل اطلاعات نظامی (برای آژانس اطلاعات دفاعی)، پیش‌بینی آب و هوا (برای خدمات هواشناسی ملی ایالات متحده آمریکا) و هوانوردی است.